# Народный мемориально-литературный музей Бориса Гринченко
Народный мемориально-литературный музей Бориса Гринченко — литературно-мемориальный музей, посвящённый жизни и деятельности украинского писателя, лексикографа и этнографа Бориса Дмитриевича Гринченко.

## История

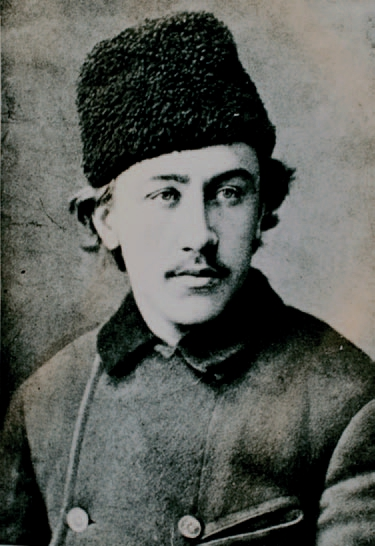
Борис Гринченко

Музей основан в 1998 году в Луганске.
С 1992 года музей является народным.

## Экспозиция
Администрация музея занимается управлением выставок. Основные праздники посвящены Б. Д. Гринченко, Дню памяти писателя (май), Дню рождения Х. А. Алчевской.
Основным достоянием музея считается прижизненные издания «Словаря украинского языка», помимо этого, различные снимки, а также письма Гринченко. Экспонаты музея описывают историю поселка Алексеевка.

## Известные посетители
В августе 2013 года музей Гринченко посетили писатели братья Капрановы, которые привезли в местную библиотеку книги.